# Montirictus
Montirictus kuwajimaensis
Genre
Espèce
Montirictus est un genre éteint de tritylodontidés ayant vécu durant le Crétacé inférieur dans ce qui est aujourd'hui le Japon. Une seule espèce est connue, Montirictus kuwajimaensis, décrit en 2016 à partir de quelque restes découvert dans la formation de Kuwajima (en). Il s'agit d'un des derniers thérapsides non-mammaliens connus des archives fossiles et du seul identifié du pays.

## Systématique
Le genre Montirictus et l'espèce Montirictus kuwajimaensis ont été décrits en 2016 par Hiroshige Matsuoka (d), 
Nao Kusuhashi (d) et Ian J. Corfe (d).
Toutefois il pourrait s'agir d'une espèce du genre Stereognathus mais la résolution de ses affinités dépend de la découverte de fossiles supplémentaires.

## Étymologie
Le nom générique, Montirictus, est un dérivation du latin mons, « montagne ou gros rocher », et rictus, « à la bouche ouverte ».
L'épithète spécifique, composée de kuwajima et du suffixe latin -ensis, « qui vit dans, qui habite », lui a été donnée en référence au lieu de sa découverte, la formation Kuwajima (d) au Japon.